# Grit Müller (Volleyballspielerin)
Grit Müller (* 2. März 1984 in Dresden) ist eine deutsche Volleyballspielerin.

## Karriere
Müller kam 1994 zum Dresdner SC und blieb dem Verein ihrer Heimatstadt bisher treu. 2001 belegte sie mit der Junioren-Nationalmannschaft den vierten Platz bei der Europameisterschaft. Zwei Jahre später absolvierte sie als Stellvertreterin für Kerstin Tzscherlich 15 Länderspiele in der A-Nationalmannschaft. 2007 wurde sie mit dem DSC deutscher Meister und erreichte außerdem das DVV-Pokalfinale. Ein Jahr später folgte die Vizemeisterschaft und 2009 stand die Universalspielerin erneut im nationalen Pokalfinale. In der folgenden Saison gewann das Team den Pokal und schaffte mit dem Sieg im Challenge Cup den größten Erfolg der Vereinsgeschichte. 2011 und 2012 wurde Müller mit Dresden erneut Vizemeisterin.

## Privates
Grit Müller lebt heute in München und ist seit 2017 Mutter.